# Daniel Berg
Daniel Berg (...) è un giocatore di football americano e allenatore di football americano tedesco, che gioca come runningback per i Langenfeld Longhorns.